# Théorie des deux démons
 (novembre 2021).

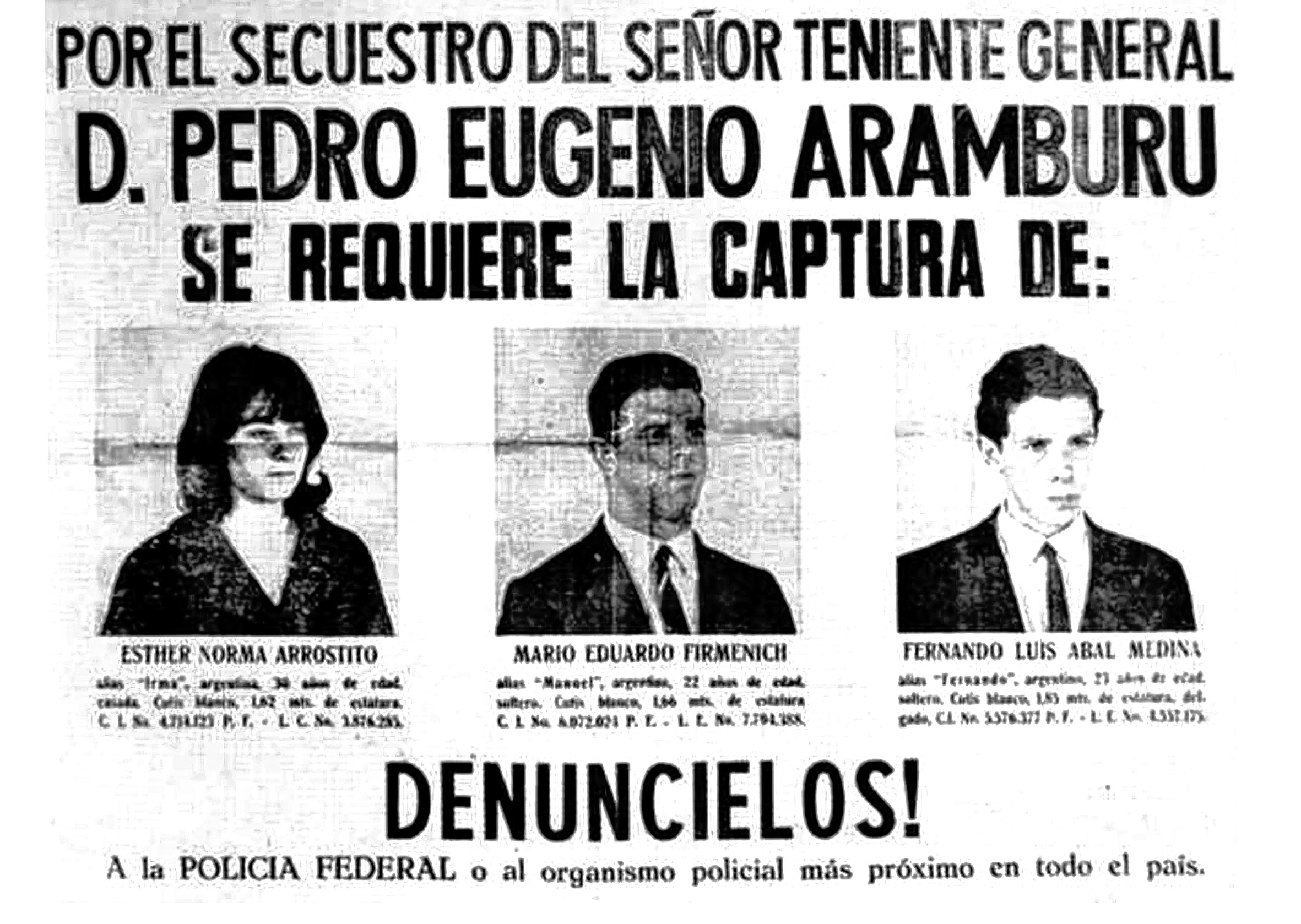
Avis officiel de la dictature demandant la dénonciation des dirigeants des Montoneros Norma Arrostito, Mario Firmenich et Fernando Abal Medina pour l'enlèvement de Pedro Eugenio Aramburu.

La théorie des deux démons (espagnol : Teoría de los dos demonios) est une figure rhétorique utilisée dans le discours politique d’Argentine pour discréditer les arguments politiques qui semblent assimiler moralement la subversion politique violente aux activités répressives illégales menées par l'État souverain.